# Jana Thiel
Jana Thiel (* 17. Oktober 1971 in Peitz, Kreis Cottbus-Land, DDR; † 11. Juli 2016 in Heidelberg) war eine deutsche Sportmoderatorin und -journalistin.

## Leben
Thiel wuchs in der Niederlausitz auf. Sie begann ihre journalistische Laufbahn im Hörfunk beim Sender Cottbus von Radio DDR II. Der Sender Cottbus war ab 1990 Teil des Radiosenders Antenne Brandenburg, der ab 1991 zum Ostdeutschen Rundfunk Brandenburg (ORB) gehörte. Jana Thiel arbeitete von 1990 bis 2000 für diesen Sender als Moderatorin, Reporterin und Redakteurin in Potsdam. Von 1994 bis 1996 war sie außerdem Moderatorin der Sportredaktion des ORB-Fernsehens. Um ihre Ausbildung abzurunden, studierte sie neben der Arbeit von 1997 bis 2000 an der FU Berlin am Fachbereich Politik- und Sozialwissenschaften das Fach Journalistenweiterbildung (JWB). Daneben moderierte sie von 1999 bis 2002 die Sportnachrichten bei DW-TV, dem Fernsehsender der Deutschen Welle. Im Jahre 2000 begann Jana Thiel als Sportmoderatorin beim ZDF-Morgenmagazin in Berlin. 2004 wechselte sie als Moderatorin und Redakteurin in die ZDF-Sportredaktion in Mainz.
Für ihre Moderation und die Live-Berichterstattung bei den Olympischen Winterspielen in Salt Lake City und bei der Tour de France 2002 wurde Thiel im Jahr 2002 für den Deutschen Fernsehpreis in der Kategorie Beste Sportsendung nominiert.
Seit 2003 war sie mit dem Stabhochspringer Michael Stolle liiert. Thiel starb am 11. Juli 2016 im Alter von 44 Jahren in der Uniklinik Heidelberg an den Folgen einer Brustkrebserkrankung. Sie wurde auf dem Südfriedhof in Cottbus beigesetzt.

## Moderationen
- ZDF Sport extra – Ski alpin Weltcup (bis 2016)
- heute (Sportteil, bis 2016)
- ZDF-Mittagsmagazin (Sportteil, bis 2016)
- ZDF-Morgenmagazin (Sport, 2000–2004)
- hallo deutschland (Vertretung, 2016)